# 태풍 솔릭 (2018년)
태풍 솔릭(태풍 번호: 1819, JTWC 지정 번호: 22W, 국제명:Soulik)은 2018년 발생한 제19호 태풍이다. 솔릭은 미크로네시아에서 제출한 이름으로 '전설의 족장'을 칭한다.

## 개요

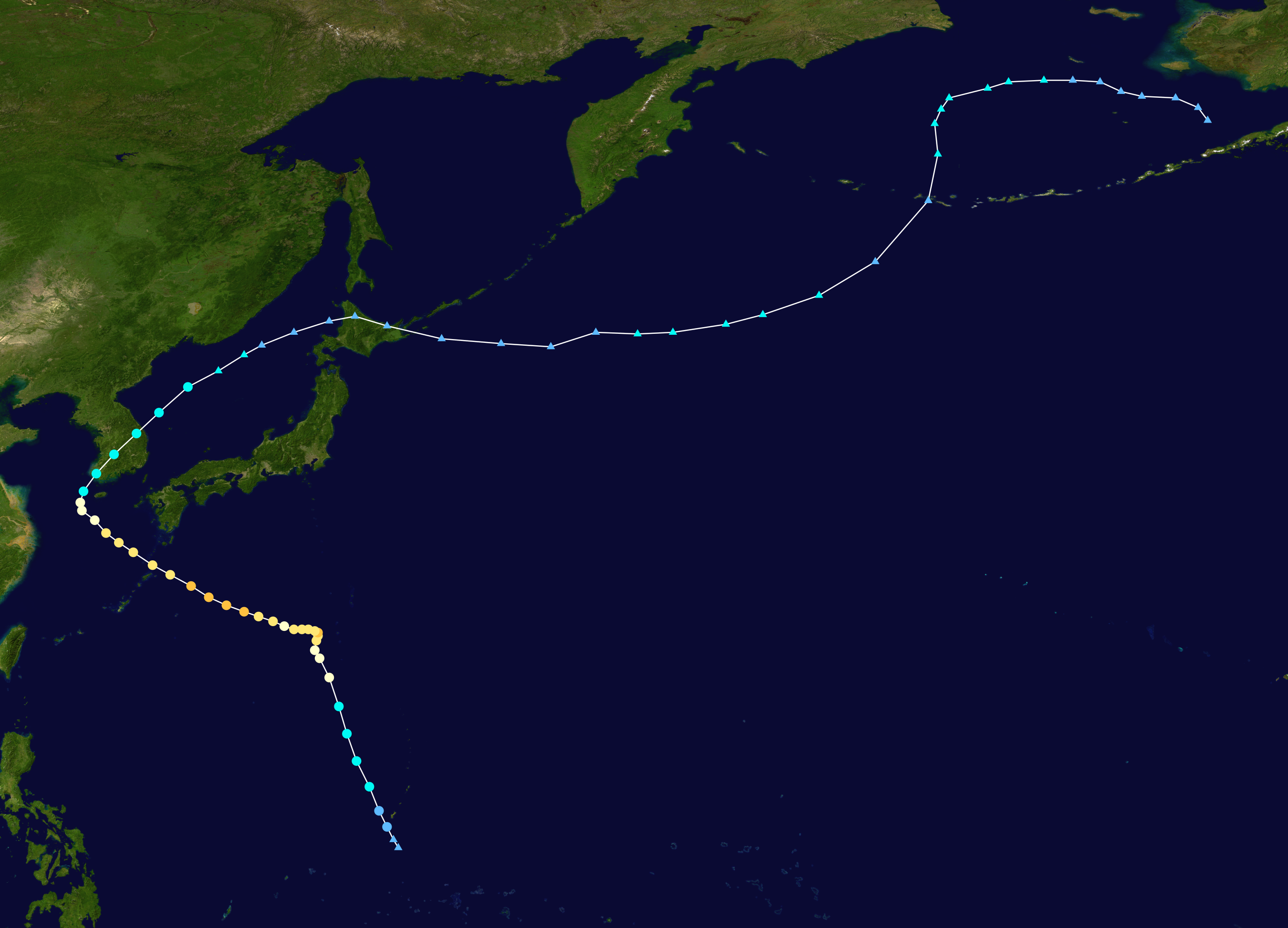
태풍 솔릭의 이동 경로

8월 16일 오전 9시에 중심기압 950hPa, 최대풍속 18m/s, 강풍 반경 500km(동쪽 반경), 크기 '중형'의 열대폭풍으로 미국 괌 북서쪽 약 260km 부근 해상에서 발생하였다. 발생후 오후 9시에 미국 북마리아나 제도 서북서쪽 약 406km 부근 해상에서 중심기압 998hPa, 최대풍속 18m/s, 강풍 반경 280km(서쪽 반경)까지 조금 빠르게 북북서진하다가 8월 18일 오후 3시 쯤에 일본 도쿄도 오가사와라 제도 기타이오섬 서남서쪽 약 143km 부근 해상에서 중심기압 965hPa, 최대풍속 40m/s, 강풍 반경 330km(동쪽 반경)에서 크기 '중형'의 강한 태풍으로 최성기를 맞이하였다. 최성기를 맞이한 이후에도 계속 강한 태풍으로 발달하면서 8월 21일 오전 3시에 일본 가고시마현 기카이정 동남동쪽 약 434km 부근 해상에서 중심기압 955hPa, 최대풍속 40m/s, 강풍 반경 440km(동쪽 반경)에 빠르게 서북서진하고 8월 21일 오후 12시에 일본 아마미 제도 즉 일본 오키나와를 통과한 뒤 동중국해로 진출한 후
8월 22일 오전 9시에 대한민국 제주특별자치도 서귀포시 남동쪽 약 473km 부근 해상에서 중심기압 950hPa, 최대풍속 45m/s, 강풍 반경 410km(동쪽 반경)에 크기 '중형'의 매우 강한 태풍으로 또다시 최성기를 맞이하였다. 최성기를 맞이하는데 조금씩 약화되기 시작하여 8월 23일 오전 9시부터 대한민국 제주특별자치도 서귀포시 남쪽 약 195km 부근 해상에서 중심기압 965hPa, 최대풍속 40m/s, 강풍 반경 410km(북동쪽 반경)쯤에서 거의 약화되면서 조금씩 북동쪽으로 천천히 이동하였다. 그리고 제주도에는 33m/s의 세력으로 최근접하고, 아주 느리게 북북서~북동진하면서 24시간 동안 제주도에 영향을 주었다. 그리고 8월 23일 오후 11시에야 대한민국 전라남도 목포시 즉 전라남도 해남군 사이 지역에 31m/s의 세력으로 상륙하였다. 그리고 조금씩 빠르게 북북동진하면서 조금씩 약화되었고, 8월 24일 오전 9시에 대한민국 충청북도 청주시 쪽에 상륙하면서 더 빠르게 북동진하다가 8월 24일 오전 11시에 대한민국 강원도 강릉시 북동쪽 약 170km 부근 해상에서 아주 조금씩 약화되면서 동해안쪽으로 진출하고 동해안에서 온대저기압화가 진행되었다. 그리고 8월 25일 오전 9시에 대한민국 경상북도 울릉군 독도 북북동쪽 약 480km 부근 해상에서 중심기압 998hpa의 온대저기압으로 변질되었다.

## 피해
이 태풍은 북마리아나 제도와 일본 가고시마에 큰 피해를 입힌 뒤 대한민국에 가장 큰 피해를 주었다. 피해 지역은 제주도, 전라남도, 전라북도, 충청남도, 충청북도, 경상북도, 강원도 지방이며 제주도에서 가장 큰 피해를 입혔다. 특히 이번 태풍으로 제주도에선 1명이 실종됐고, 2명이 부상을 당했다. 그러나 중부 내륙에서는 태풍의 영향을 거의 받지 않고 그냥 지나간 곳이 많다.

## 같이 보기
- 2018년 태풍
- 태풍 시마론 (2018년)
- 후지와라 효과